# قرة غل (أختاتشي محالي)
قرة غل (بالفارسية: قره‌گل) هي قرية تقع في إيران في أذربيجان الغربية. يقدر عدد سكانها بـ 532 نسمة .